# صفاریز
صفاریز، روستایی از توابع بخش شیرین‌سو شهرستان کبودرآهنگ در استان همدان ایران است و از آب و هوایی کوهستانی و تابستانی معتدل و زمستانی سرد برخورداراست.

## زبان
بر پایه ایران اطلس عمده مردم به زبان کردی سخن می‌گویند.

## جمعیت
این روستا در دهستان شیرین‌سو قرار دارد و براساس سرشماری مرکز آمار ایران در سال ۱۳۹۵، جمعیت آن ۴۷۴ نفر (۱۴۷خانوار) بوده است.